# 邹永钊
邹永钊（1935年—），湖北麻城人，中国人民解放军将领、中国人民解放军中将。 
1993年，授予中国人民解放军中将，曾任第二炮兵副司令员。 